# Allograpta obliqua
Allograpta obliqua är en tvåvingeart som först beskrevs av Thomas Say 1823.  Allograpta obliqua ingår i släktet Allograpta och familjen blomflugor. Inga underarter finns listade i Catalogue of Life.

## Bildgalleri

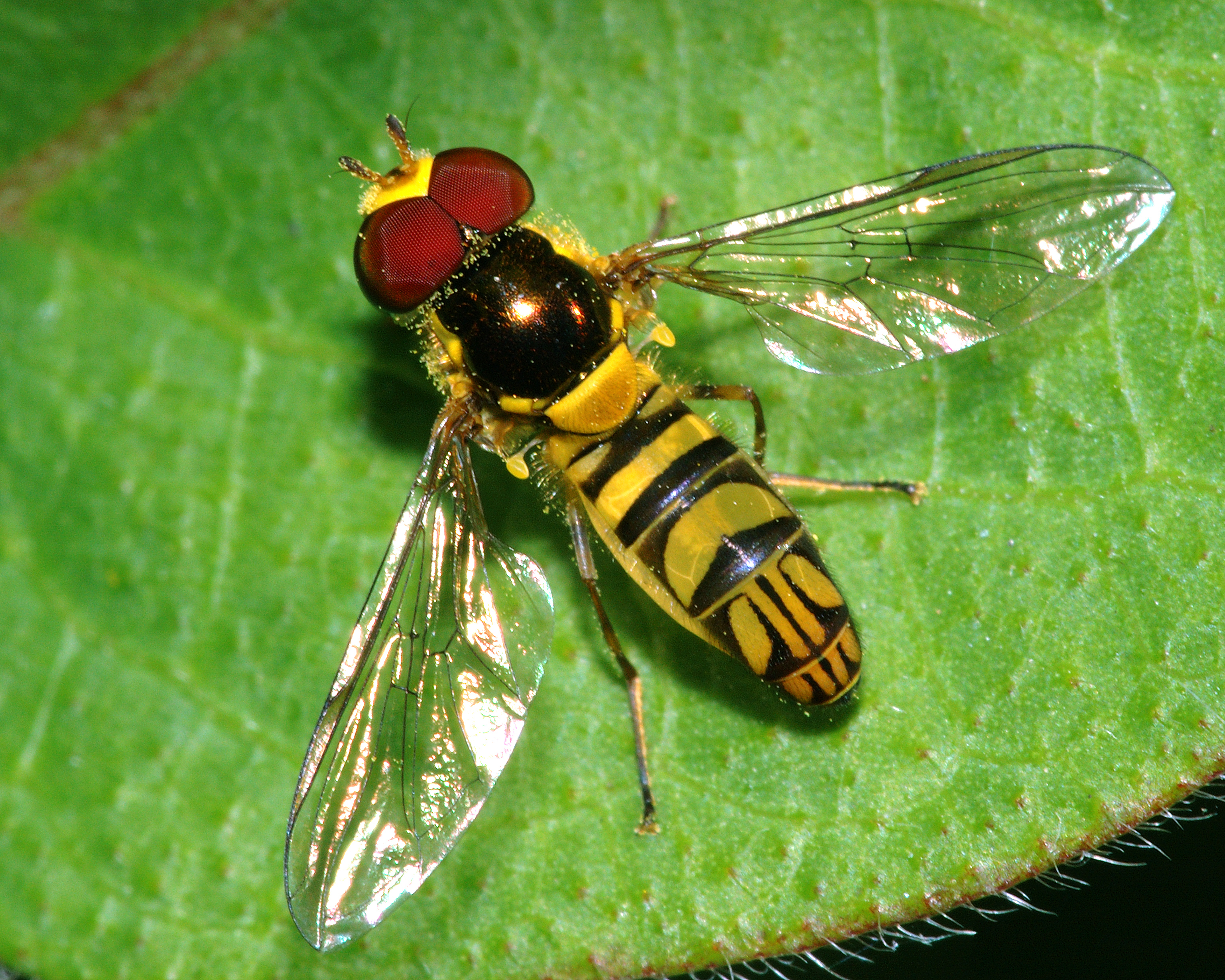
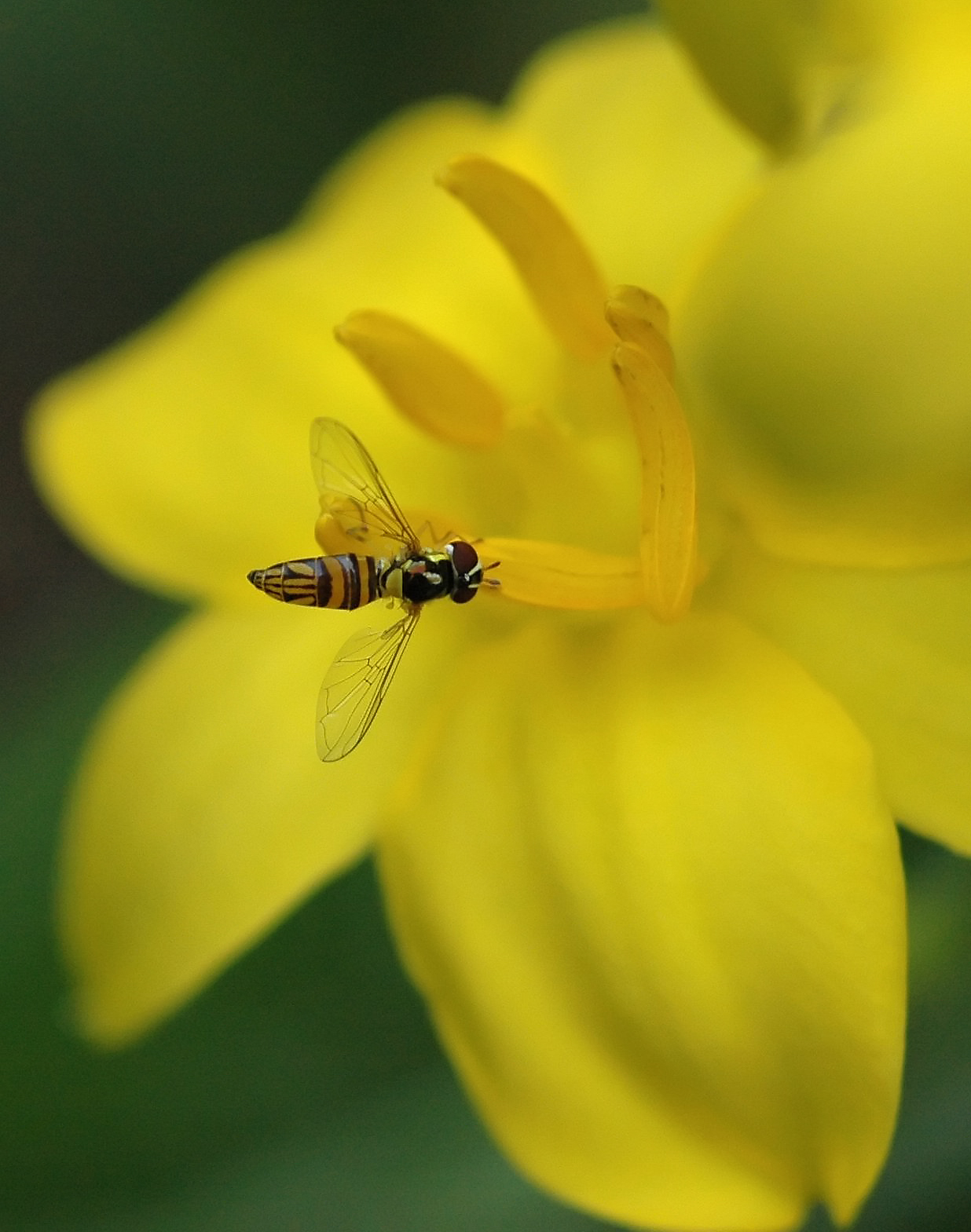
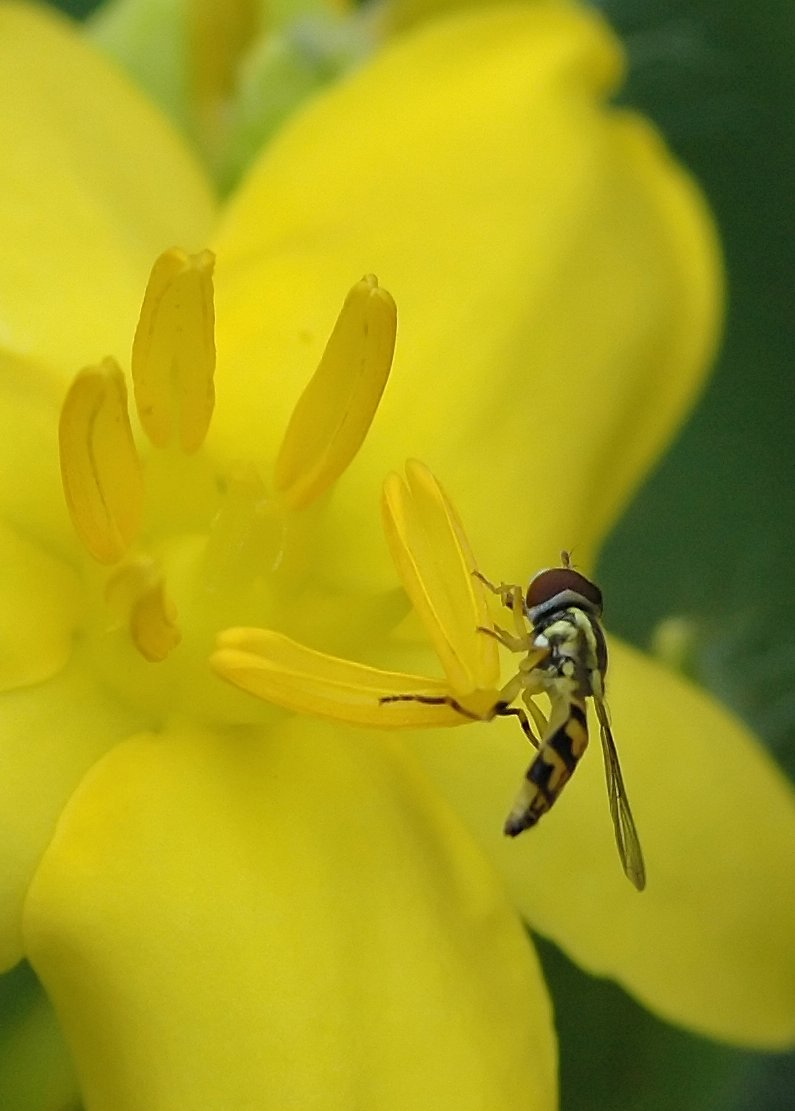